# Kienesa w Haliczu
Kienesa w Haliczu – nieistniejąca, zburzona w 1986 murowana kienesa w Haliczu.

## Historia
Zgodnie z tradycją, około 1246 roku przybyło do Halicza z Krymu 80 rodzin karaimskich. Pierwsza kienesa halickiej społeczności karaimskiej wybudowana została z drewna i uległa zniszczeniu w pożarze miasta w 1830. Na jej miejscu karaimi pod przewodnictwem hazzana Abrahama Leonowicza wznieśli nową murowaną świątynię. 
W okresie I wojny światowej bożnica została zdewastowana. Obiekt odnowiono z zasiłku polskich służb konserwatorskich w latach 1924-1926.
W 1959 administracja radziecka ostatecznie zabroniła odprawiania tu kolejnych nabożeństw, a samą kienesę przekształcono na magazyn i warsztat. W 1986 została zburzona ze względu na plany postawienia tuż obok 9-piętrowego budynku mieszkalnego. Miejsce, w którym znajdowała się niegdyś kienesa, nie jest obecnie w żaden sposób oznakowane.
Wyposażenie kienesy udało się uratować dzięki ostrzeżeniu, które przekazał karaimskiej społeczności ówczesny kierownik rejonu Iwan Hałuszczak. Większość elementów wyposażenia znajduje się obecnie w Muzeum Karaimskiej Historii i Kultury, które powstało przy skansenie „Dawnij Hałycz”. W jednym z pomieszczeń muzeum obejrzeć można między innymi Torę wraz z wałkami, na które była nawijana, menory, mezuzę.  Czterometrowy echał został z kolei przeniesiony do czynnej Małej Kienesy w Eupatorii. Oprócz tego kryształowy żyrandol z kienesy z Halicza ozdobił odrestaurowaną kienesę w Wilnie. 

## Architektura
Obiekt stanowił przykład adaptacji wzorów architektury polskiej, charakterystycznej dla obszaru Małopolski. Zbudowano go na planie kwadratu. Z każdej strony, oprócz ściany tylnej, znajdowały się umieszczone w górnej części półokrągło wykończone okna. 
Południowa fasada kienesy ozdobiona została renesansową attyką schodkową, zwieńczoną półkolem i opatrzoną na krawędziach czworobocznymi wieżyczkami. Na frontonie znajdowały się  płaskorzeźby przedstawiające gwiazdy Dawida na tle arabesek. Wnętrze kienesy pokryte było motywami roślinnymi oraz polskimi i hebrajskimi inskrypcjami.